# Група дерев Метасеквоя
Гру́па дере́в Метасекво́я — кілька екземплярів реліктових дерев метасеквої (Metasequoia). Зростають у межах міста Львова, на вул. А. Вахнянина, 29 (за Центром творчості дітей та юнацтва Галичини). 
Планується оголосити даний об'єкт ботанічною пам'яткою природи місцевого значення і зарахувати його до природно-заповідного фонду Львова.